# Eduardo Sigal
Eduardo Sigal (n. San Juan, Argentina, 17 de marzo de 1950) es un dirigente político argentino que presidió el partido Frente Grande nacional y estuvo a cargo de la Subsecretaría de Integración Económica Americana y MERCOSUR de la Cancillería argentina, con rango de Embajador. Fue Coordinador Nacional Alterno del MERCOSUR.
En esas funciones de gestión pública, llevó negociaciones económicas con los diferentes bloques y regiones económicas del mundo. Ha impulsado el fortalecimiento de la relación estratégica con Brasil y la consolidación institucional del MERCOSUR. Ha incentivado la participación de la sociedad civil y de los sectores productivos en los debates vinculados con el bloque económico.
Publica frecuentes artículos en diarios La Nación, Clarín, Página/12, BAE y Ámbito Financiero, como en los periódicos brasileños O’ Globo, O Estado de San Pablo y Valor Económico. Es asiduo disertante en Jornadas y Seminarios en Argentina y el exterior.
Es fundador y fue el primer presidente de la Fundación Acción para la Comunidad.
De su extenso currículum político se destacan el haber sido miembro de la Comisión de la Memoria, Diputado Constituyente en la Provincia de Buenos Aires y Senador provincial en esa Provincia desde 1995 hasta 2003. Entre 1997 y 2003 fue presidente del bloque de Senadores del Frente Grande y desde 2005 a 2011 presidente partidario nacional.